# Ellen Key
Ellen Karolina Sofia Key (Sundsholm, 11 de diciembre de 1849 - Estocolmo, 25 de abril de 1926) fue una escritora y feminista sueca con experiencia en los campos de la vida familiar, ética y educación. Una de sus obras fundamentales fue Amor y matrimonio (1903) en la que defendía la idea de que las mujeres podían lograr su máximo desarrollo como seres humanos con la maternidad, pero al mismo tiempo destacaba la necesidad de la protección del Estado económica y políticamente ya que la dependencia económica de los años de crianza eran la causa de la subordinación femenina.

## Biografía
Nacida en la mansión de su familia, en Sundsholm, Suecia, se mostró pronto a favor del sufragio femenino y de un enfoque centralizado la maternidad.
Creció en una atmósfera de liberalismo, en gran parte por la condición de político de su padre, que llegó a obtener un escaño en el Riksdag (Parlamento sueco) en 1868, por lo que la familia se trasladó a Estocolmo. En la década de 1870 sus creencias políticas eran radicalmente liberales. De mente republicana, con la idea de la retención de la libertad que cobró vasta importancia para ella. Avanzada la década de 1880, su pensamiento se hizo más radical aún, afectando en un principio sus creencias religiosas y más tarde su visión de la sociedad en general. Esto fue el resultado de una amplia lectura. En las postrimerías de la década de 1880 y particularmente en la de 1890, comenzó a leer literatura socialista y se acercó cada vez más al socialismo, abandonando sus ideas liberales.
Fue criada en una atmósfera cristiana, y a medida que crecía, comenzó a cuestionarse sus ideas. Desde 1879 estudió a Charles Darwin, Herbert Spencer y a Thomas Henry Huxley. En el otoño de ese año en Londres conoció a Aldous Huxley y a Ernst Heinrich Haeckel, el filósofo y biólogo alemán. El principio de la evolución, que Ellen Key había comenzado a aceptar, fue una gran influencia en sus puntos de vista sobre la educación.
Trabajó como profesora hasta 1900, cuando debido a la importancia que adoptaron sus ideas, comenzó a brindar seminarios en Suecia y en otros países.Estas ideas fueron el germen del apoyo del Estado a la infancia que posteriormente influiría en la legislación social de muchos países.Ellen Key mantuvo que la maternidad es crucial para la sociedad y para el gobierno, que se trataba de que los maridos debían brindar apoyo a las madres y a sus criaturas.
En su texto El siglo de los Niños, promueve, con respecto a la imagen del niño en su calidad de hijo, un acercamiento a las primeras delimitaciones de la noción de los derechos del niño. Debido a su motivación y participación activa para modificar la educación imperante de su época, ha sido considerada como una de las primeras expositoras del movimiento de la nueva pedagogía o también conocido como Escuela Nueva. Este movimiento tuvo como expositores a John Dewey, María Montessori, Paul Robin, Sébastien Faure, Francisco Ferrer, Adolphe Ferriere, entre otros.

## Primeros trabajos
Ellen Key comenzó su carrera como escritora a mediados de la década de 1870, con ensayos literarios. Empezó con el panfleto En Libertad de Expresión y Publicación (1889). Su nombre y sus libros comenzaron el tópico de animadas discusiones. Sus siguientes trabajos se enfocaron en su punto de vista sobre la educación, la libertad personal, y el desarrollo independiente del ser individual. Estos trabajos incluyen:
- Individualismo y Socialismo (1896)
- Imágenes del Pensamiento (1898)
- Seres Humanos (1899)
- Las Líneas de la Vida (1903-1906)
- Neutralidad de las Almas (1916)

En la educación, su trabajo más temprano fue Maestros para los Infantes en el Hogar y en la Escuela en Tidskrift för hemmet (1876). Su primer ensayo amplio sobre lectura, Libros contra Cuadernos, fue publicado en el diario Verdandi (1884). Más tarde, en el mismo diario, ella publicó otros artículos. Entre ellos se destacan: 
- Una Declaración en Coeducación (1888)
- Asesinando el Alma en las Escuelas (1891)
- Educación (1897)
- Belleza para Todos (1899)

En 1906 llegó Educación Popular con Especial Consideración por el Desarrollo del Sentido Estético. En sus últimos libros Key manifiesta su punto de vista sobre la estética como la belleza del arte, desde el aspecto de la elevación de la humanidad.

### Amor y Matrimonio
En 1903 publicó Amor y Matrimonio una obra con amplia repercusión en numerosos países desde Alemania hasta Japón. En sus argumentos defiende la idea de que las mujeres podían lograr su máximo desarrollo como seres humanos a través de su contribución a la sociedad como madres. Pero también sostenía que las condiciones de regulación de la maternidad debían ser reestructuradas y protegidas por el Estado tanto desde el punto de vista económico como desde el punto de vista político. Su dependencia económica durante los años de crianza era la causa según su análisis de la subordinación femenina por lo que la responsabilidad debía poder asumirla al gobierno. También solicitaba el abierto reconocimiento de la vertiente sexual del amor, incluyendo el placer sexual de la mujer, algo que escandalizaba a quienes defendían la moral tradicional.

## Publicaciones
- 1900, El Siglo de los Niños[11]
- 1903, Amor y Matrimonio
- 1912, El Movimiento Feminista [12]
- 1914, La Generación Joven
- 1916, Guerra, Paz, y el Futuro

## Reconocimientos
- Número especial de la revista Humanidad Nueva de octubre de 1914, dedicado a Ellen Kay.Ha inspirado a escritoras como Selma Lagerlöf, Marika Stjernstedt, Waka Yamada y Elin Wägner. Maria Montessori escribió que predijo que el siglo XX sería el siglo del niño.[13]
- Havelock Ellis escribió positivamente sobre sus estudios de la sexualidad humana.
- Key sostenía que la maternidad es tan crucial para la sociedad que el gobierno, en lugar de sus maridos, debería apoyar a las madres y a sus hijos. Estas ideas sobre el apoyo estatal a los hijos influyeron en la legislación social de varios países.[14]
- La Biblioteca Real de Estocolmo conserva una importante colección de documentos de Key.[7]
- En la década de 1890, Key encargó la casa Strand, diseñada por el arquitecto Yngve Rasmussen,[15] que fue "un centro para la vanguardia intelectual y artística políticamente radical de Estocolmo".[15] La casa de Key se ha convertido en una fundación y un lugar turístico.